# Лучицька Світлана Ігорівна
Світла́на І́горівна Лучи́цька (рос. Светлана Игоревна Лучицкая) — російський історик. Доктор історичних наук (2002).

## Біографічні відомості
Дочка геолога Ігоря Лучицького, внучка геолога Володимира Лучицького, правнучка історика Івана Лучицького та перекладача Марії Лучицької.
2002 року захистила докторську дисертацію «Образ ісламу в хроніках Хрестових походів».
Провідний науковий співробітник кафедри середньовічної культури Інституту світової культури Московського університету. Завідувач сектору культурної та історичної антропології Інституту всесвітньої історії Російської академії наук.